# 장샤구

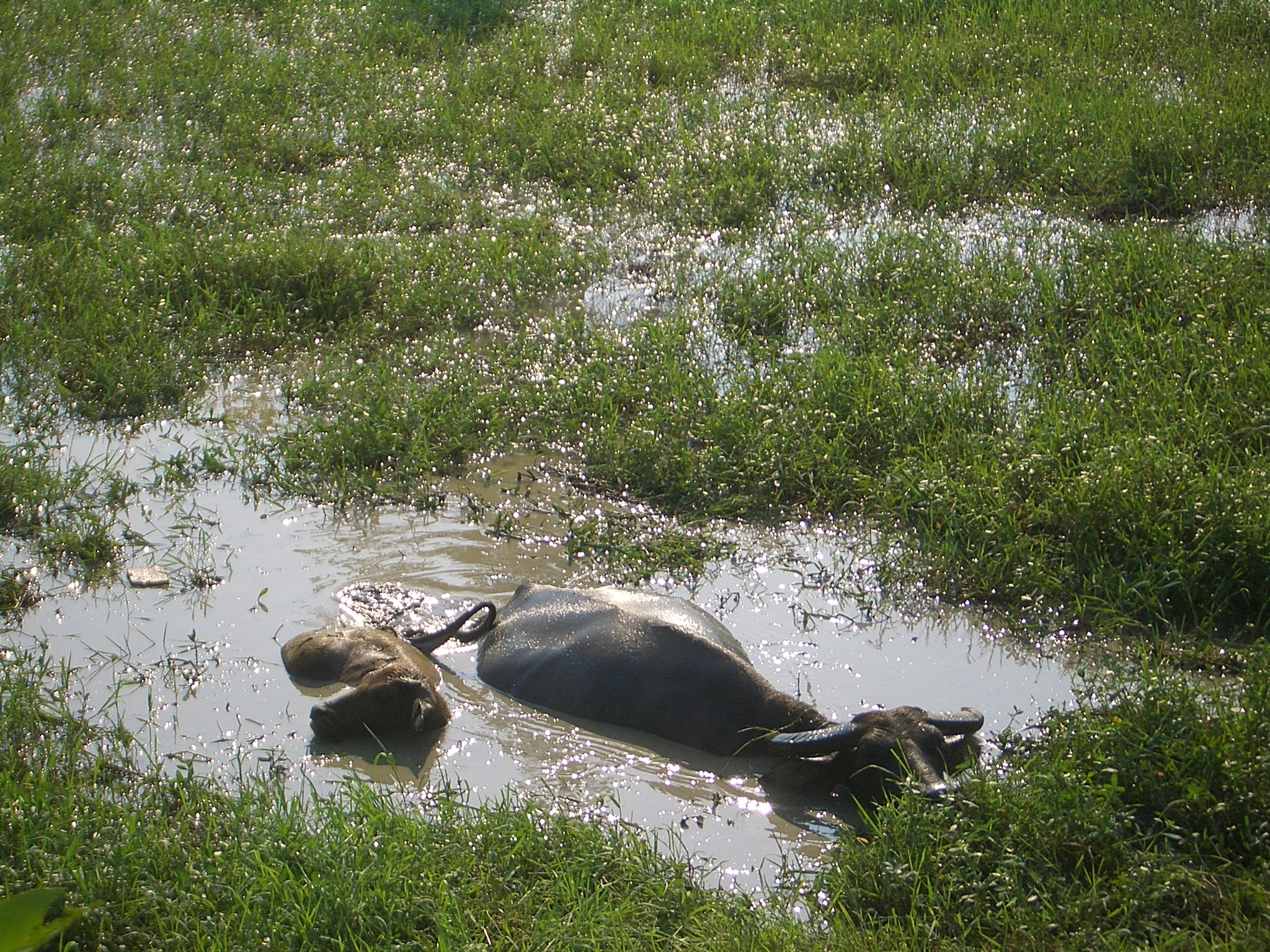
장샤의 물소

장샤구(한국어: 강하구, 중국어: 江夏区, 병음: Jiāngxià Qū)는 중화인민공화국 후베이성 우한시의 현급 행정구역이다. 넓이는 2,015km2이고, 인구는 2007년 기준으로 720,000명이다.
대부분의 우한 시의 다른 구들과 달리 장샤 구는 우한의 도심 지역을 포함하지 않는다. 전체가 전원 지역으로 우한 시 중심부의 남쪽에 위치해있다. 장샤 내에 도시 지역이 있으며 우한 도심에서 남쪽으로 20km 떨어져있다.

## 행정 구역
11개 가도를 관할한다.
- 가도: 纸坊街道, 金口街道, 乌龙泉街道, 郑店街道, 流芳街道, 五里界街道,安山街道,山坡街道,法泗街道,湖泗街道,舒安街道